# Casco CG634

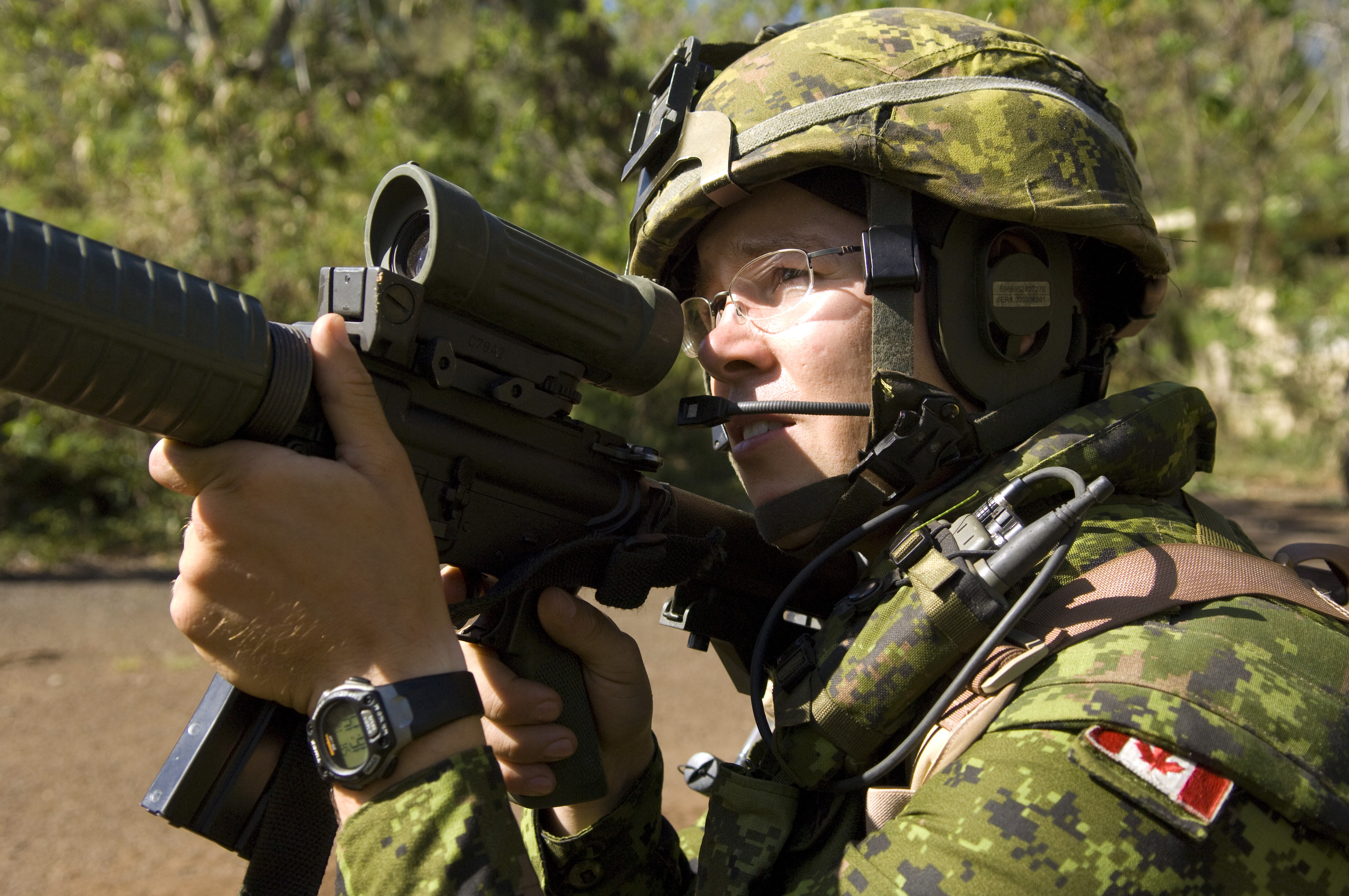
Un soldado canadiense vistiendo un casco CG634.

El CG634 es el principal casco de combate de las Fuerzas Armadas Canadienses. Se introdujo en 1997 y está basado en el casco francés Gallet TC-3.

## Historia
El ejército canadiense buscó un sustituto para el casco de acero M1 en la década de 1980. En 1984 probó los cascos británicos Mk. 6, el americano PASGT y el israelí OR402 para determinar las mejores características de forma, ajuste y protección balística. Se desarrolló un diseño conceptual y la Barrday Co. de Cambridge (Canadá) recibió un contrato para producir más de 2.000 cascos Spectra entre 1988 y 1990 para pruebas balísticas, de ingeniería y de usuario. Si bien el casco de Barrday tuvo un buen rendimiento balístico, las pruebas de campo identificaron deficiencias significativas.
El contrato de Barrday fue desechado y la búsqueda de un nuevo casco se reanudó a finales de 1992. Después de probar varios diseños europeos disponibles en el mercado, el proceso se completó en mayo de 1996 y se firmó un contrato para producir 60.000 cascos con la empresa francesa Gallet, que fabricó el casco TC-3 y sus variantes para los ejércitos francés, danés y austríaco. De 1997 a 2004 el CG634 fue fabricado por Gallet Sécurité Internationale en Saint-Romuald, Quebec. Posteriormente se han celebrado contratos con la MSA, que compró Gallet en 2002.

## Diseño
El CG634 está hecho de Aramida (Kevlar) y tiene un mínimo de v50 de 634 m/s (comparado con los 610 m/s del PASGT). Tiene un diseño francés modificado, basado en el PASGT, pero adaptado para ser compatible con el equipo canadiense (casco, respirador, dispositivos de visión y chaleco blindado). El sistema de suspensión combina un grueso revestimiento de espuma para traumatismos con una suspensión de cinta de goma y nailón basada en el Mle-78 francés (Gallet TC-3). El CG634 tiene una correa de barbilla de 4 puntos con piezas de ajuste abatibles.
El CG634 tiene una forma algo similar y a veces se confunde con el posterior casco de combate MICH TC-2000 del ejército de los Estados Unidos. El MICH usa un sistema de acolchado de espuma en su casco de combate terrestre en lugar de correas. El único sistema de acolchado aprobado para su uso en combate es fabricado por Team Wendy y suministrado por National Industries for the Blind. Estas almohadillas también pueden ser usadas con el CG634.
Cuando es necesario, se emite una montura de gafas de visión nocturna. La montura consiste en un soporte de metal verde que se engancha en la parte delantera del casco y la montura que se atornilla en él. Hay una correa que atraviesa la montura y se conecta a un gran anillo que suele estar en la parte superior del casco y dos correas más aseguran la montura a la parte posterior del casco. La montura es compatible con los sistemas de visión nocturna AN/PVS-7 y AN/PVS-14.[cita requerida]

## Reemplazo
Está previsto que el CG634 sea sustituido en el futuro por el nuevo casco de combate CM735 de Morgan Advanced Materials, que se basa en su LASA AC914 de corte completo para operaciones de combate y en el LASA AC915 de corte completo para operaciones especiales. NP Aerospace suministrará el casco durante siete años.